# Gold Bar (Washington)
Gold Bar es una ciudad ubicada en el condado de Snohomish en el estado estadounidense de Washington. En el año 2000 tenía una población de 2.114 habitantes y una densidad poblacional de 728,6 personas por km².

## Geografía
Gold Bar se encuentra ubicada en las coordenadas 47°51′15″N 121°41′36″O / 47.85417, -121.69333.

## Demografía
Según la Oficina del Censo en 2000 los ingresos medios por hogar en la localidad eran de $45.714, y los ingresos medios por familia eran $48.152. Los hombres tenían unos ingresos medios de $40.250 frente a los $25.815 para las mujeres. La renta per cápita para la localidad era de $18.712. Alrededor del 7,1% de la población estaban por debajo del umbral de pobreza.